# Гызыларватский этрап
Гызыларбатский этрап (туркм. Gyzylarbat etraby) — этрап в Балканском велаяте Туркменистана. Административный центр — город Сердар.

## История
Образован в январе 1939 года как Кизыл-Арватский район Туркменской ССР с центром в городе Кизыл-Арват. В ноябре 1939 года Кизыл-Арватский район отошёл к новообразованной Ашхабадской области.
В мае 1959 года Ашхабадская область была упразднена, и район перешёл в прямое подчинение Туркменской ССР. В декабре 1973 года район был передан в Красноводскую область.
В 1988 году Красноводская область была упразднена, и район перешёл в прямое подчинение Туркменской ССР. В 1992 году Кизыл-Арватский район вошёл в состав Балканского велаята и был переименован сначала в Кызыларбатский (Гызыларбатский) этрап, а затем — в Сердарский этрап. В октябре 2022 года переименован обратно в Гызыларбатский этрап.